# Копытово (Вологодская область)
Копытово — упразднённая деревня в Сокольском районе Вологодской области.
Входила на момент упразднения в состав Архангельского сельского поселения, с точки зрения административно-территориального деления — в Нестеровский сельсовет.
Расстояние по автодороге до районного центра Сокола — 35 км, до центра муниципального образования Нестерова — 4 км. Ближайшие населённые пункты — Решетниково, Марфинское, Никулинское, Панютино, Михалево.
По данным переписи в 2002 году постоянного населения не было.
Упразднена 20 ноября 2020 года.